# Guy T'Sjoen
Guy T'Sjoen (Oudenaarde, 26 juli 1970) is een androloog-endocrinoloog in UZ Gent en hoogleraar aan de Universiteit van Gent. Hij verwierf vooral bekendheid door het Vlaams televisieprogramma Topdokters op VIER en Vrede op Aarde op zender één. In 2018 deed hij mee aan De Slimste Mens ter Wereld en in 2023 was hij ook te zien als kandidaat verrader in het VTM-programma de verraders.
In 2020 trad hij in het huwelijk. Via draagmoederschap kregen hij en zijn man een zoon (2023) en een dochter (2024).

## Carrière
T'Sjoen is sinds 1995 verbonden aan UZ Gent en was er diensthoofd van de dienst Endocrinologie en het Centrum voor Seksuologie en Gender van 2014 tot 2023. Hij maakt daar deel uit van het genderteam, dat in 1986 werd opgericht. 
T'Sjoen was hoofdonderzoeker voor het project Sexpert, Seksuele gezondheid in Vlaanderen en vervult deze rol voor het hormonale luik van de ENIGI (European Network for the Investigation of Gender Incongruence) sinds 2010. Hij is co-auteur van de Endocrine Society Clinical Practice Guideline over transgender gezondheid en schreef mee aan de World Profession Association of Transgender Health’s update van de Standards of Care (version 8).
Samen met Ann Buysse richtte hij de opleiding Seksuologie op aan de Gentse Universiteit in 2012. 

### Transgender Infopunt
Het Transgender Infopunt (TIP) werd opgericht als project door Guy T'Sjoen en psycholoog-socioloog Prof. dr. Joz Motmans, om tegemoet te komen aan de nood voor informatie rond het transgender thema. Het werd een grondig geüpdatete versie van de voormalige Genderstichting. Een zorgkaart, en partnerwerking, naast informatie voor alle belanghebbenden, inclusief werkgevers en pers worden aangeboden. 

### EPATH
T'Sjoen is voormalig president van EPATH (European Professional Association for Transgender Health), het Europese luik van WPATH (World Professional Association for Transgender Health) sinds 2015. EPATH organiseert 2-jaarlijkse congressen over transgenderzorg.

## Media
Sinds het begin van zijn carrière komt T'Sjoen vaak aan bod in de Vlaamse media, met interviews voor Koppen, Cafe Corsari, Hiv+, M/V/X, Cathérine, Van Gils & gasten, Trafiek Axel, De Dokter Bea Show, Op naar de 100!. Hij opende het vijfde seizoen van de Woestijnvis reeks Topdokters en gaf een interview voor het ‘Topdokters 2’ boek. Hij hield ook het coronadagboek bij voor de speciale editie van Topdokters: Corona in 2020. Hij nam deel aan het zestiende seizoen van De Slimste Mens ter Wereld en was centrale gast bij De Ideale Wereld. Hij was centrale gast bij Touché op Radio 1 bij Friedl’ Lesage en Tracktocht op Radio 2 bij Britt Van Marsenille. In het vijfde seizoen van Vrede op Aarde maakte hij deel uit van de jury voor de verkiezing van de 'Sven De Leijer Vrede op Aarde Awards'.
In 2023 neemt hij deel aan de Verraders als bondgenoot (afl 1-4) en verrader (afl 4-10). Samen met Bart Appeltans wint hij seizoen 2. In het najaar van 2023 schuift hij op regelmatige basis aan bij De Tafel van Gert als 'tafelspringer'. 

## Publicaties
Naast een 250-tal wetenschappelijke publicaties is T'Sjoen auteur van de populair-wetenschappelijke boeken Onder de gordel: Verhalen van de mannendokter (Pelckmans), Het Transgender Boek (met Ilse Degryse en Joz Motmans) (Manteau), Hormonen onder controle (Pelckmans), Fit op 50 (Lannoo) en Twee papa's (met Ann Peuteman) (Lannoo). 
- International Standard Name Identifier: 0000 0004 2309 787X
- Nederlandse Thesaurus van Auteursnamen: 35524473X
- ORCID: 0000-0003-0457-9673
- Virtual International Authority File: 305805693